# Semigruppo C0
In matematica, un semigruppo C0 è una generalizzazione della funzione esponenziale. Analogamente alle funzioni esponenziali, che forniscono soluzioni di equazioni differenziali ordinarie a coefficienti costanti in {\displaystyle \mathbb {R} }, i semigruppi C0 forniscono soluzioni di equazioni differenziali ordinarie a coefficienti costanti in spazi di Banach generici. Questo tipo di equazioni compare ad esempio nello studio delle equazioni differenziali alle derivate parziali.

## Definizione
Un semigruppo C0 su uno spazio di Banach {\displaystyle X} è una mappa {\displaystyle T:\mathbb {R} _{+}\to L(X)} (l'insieme degli operatori lineari continui da {\displaystyle X} in {\displaystyle X}) tale che
1. {\displaystyle T(0)=I},   (operatore identità su {\displaystyle X})
2. {\displaystyle \forall t,s\geq 0:\ T(t+s)=T(t)T(s)}
3. {\displaystyle \forall x_{0}\in X:\ \|T(t)x_{0}-x_{0}\|\to 0}, as {\displaystyle t\downarrow 0}.

Le prime due condizioni sono di natura algebrica e affermano che {\displaystyle T} è una rappresentazione del semigruppo {\displaystyle {(\mathbb {R} _{+},+)}}; l'ultima è topologica ed è equivalente ad affermare che {\displaystyle T} è continua nella topologia operatoriale forte.

## Generatore infinitesimale
Il generatore infinitesimale A di un semigruppo C0 T è definito come
{\displaystyle A\,x=\lim _{t\downarrow 0}{\frac {1}{t}}\,(T(t)-I)\,x}
dove esiste il limite. Il dominio di A, D(A), è l'insieme delle x∈X per le quali questo limite esiste; D(A) è un sottospazio lineare e A è lineare sul dominio.  L'operatore A è chiuso, ma non necessariamente limitato, e il dominio è denso in X.
Il semigruppo C0 T con generatore A  è spesso indicato con il simbolo eAt.

## Semigruppo C0uniformemente continuo
Un semigruppo C0 uniformemente continuo è un semigruppo C0 T tale che vale
{\displaystyle \lim _{t\to 0^{+}}\|T(t)-I\|=0}.
In questo caso, il generatore infinitesimale A di T è limitato e abbiamo
{\displaystyle {\mathcal {D}}(A)=X}
e
{\displaystyle T(t)=e^{At}:=\sum _{k=0}^{\infty }{\frac {A^{k}}{k!}}t^{k}.}
Al contrario, ogni operatore limitato
{\displaystyle A\colon X\to X}
è il generatore infinitesimale di un semigruppo C0 uniformemente continuo dato da
{\displaystyle T(t):=e^{At}}.
Un operatore lineare A è quindi il generatore infinitesimale di un semigruppo C0 uniformemente continuo se e solo se A è un operatore lineare limitato. Se X è uno spazio di Banach finito-dimensionale, allora ogni semigruppo C0 è uniformemente continuo. Per un semigruppo C0 non uniformemente continuo il generatore infinitesimale non è limitato. In questo caso {\displaystyle e^{At}} potrebbe non convergere.

## Problema di Cauchy astratto
Si consideri il problema di Cauchy astratto
{\displaystyle u'(t)=Au(t),~~~u(0)=x,}
dove A è un operatore chiuso su uno spazio di Banach X e x∈X. Sono possibili due definizioni di soluzione del problema:
- una funzione differenziabile con continuità u:[0,∞)→X è detta una soluzione classica del problema di Cauchy se u(t) ∈ D(A) per ogni t > 0 e soddisfa la condizione iniziale,
- una funzione continua u:[0,∞) → X è detta una soluzione debole del problema di Cauchy se

{\displaystyle \int _{0}^{t}u(s)\,ds\in D(A){\text{ e }}A\int _{0}^{t}u(s)\,ds=u(t)-x.}
Ogni soluzione classica è anche soluzione debole. Una soluzione debole è una soluzione classica se e solo se è differenziabile con continuità.
Il seguente teorema collega i semigruppi C0 con i problemi di Cauchy astratti.
Teorema Sia A un operatore chiuso su uno spazio di Banach X. Le seguenti affermazioni sono equivalenti:
1. per ogni x∈X esiste un'unica soluzione debole del problema di Cauchy astratto,
2. l'operatore A genera un semigruppo C0,
3. l'insieme risolvente di A è non vuoto e per ogni x ∈ D(A) esiste un'unica soluzione classica del problema di Cauchy.

Quando valgono le precedenti affermazioni, la soluzione del problema di Cauchy è data da u(t) = T(t)x dove T è il semigruppo C0 generato da A.

## Teoremi di generazione dei semigruppi C0
Analogamente allo studio dei problemi di Cauchy, di solito l'operatore lineare A è dato e la domanda è se questo generi o meno un semigruppo C0. I teoremi che rispondo a questa domanda sono detti teoremi di generazione. Una caratterizzazione completa degli operatori che generano un semigruppo C0 è data dal Teorema di Hille-Yosida. Di maggiore importanza pratica sono le condizioni (molto più facili da verificare) del Teorema di Lumer-Phillips.

## Stabilità

### Stabilità esponenziale
Il growth bound di un semigruppo T è la costante
{\displaystyle \omega _{0}=\inf _{t>0}{\frac {1}{t}}\log \|T(t)\|.}
È così chiamato in quanto è anche il limite inferiore dell'insieme dei numeri reali ω tali che esiste una costante M  (≥ 1) con
{\displaystyle \|T(t)\|\leq Me^{\omega t}}
per ogni t ≥ 0.
Le seguenti asserzioni sono equivalenti:
1. Esistono M,ω>0 tali che per ogni t ≥ 0:  {\displaystyle \|T(t)\|\leq M{\rm {e}}^{-\omega t},}
2. Il growth bound è negativo: ω0 < 0,
3. Il semigruppo converge a 0 nella topologia operatoriale uniforme: {\displaystyle \lim _{t\to \infty }\|T(t)\|=0},
4. Esiste t0 > 0 tale che {\displaystyle \|T(t_{0})\|<1},
5. Esiste t1 > 0 tale che il raggio spettrale di T(t1) è strettamente minore di 1,
6. Esiste p ∈ [1, ∞) tale che per ogni x∈X: {\displaystyle \int _{0}^{\infty }\|T(t)x\|^{p}\,dt<\infty },
7. Per ogni p ∈ [1, ∞) e ogni x ∈ X: {\displaystyle \int _{0}^{\infty }\|T(t)x\|^{p}\,dt<\infty .}

Un semigruppo che soddisfa queste condizioni equivalenti è detto esponenzialmente stabile o uniformemente stabile (in letteratura una qualsiasi tra le prime tre condizioni viene presa come definizione). Il fatto che le condizioni Lp sono equivalenti alla stabilità esponenziale è il teorema di Datko-Pazy.
Nel caso in cui X è uno spazio di Hilbert un'altra condizione in termini dell'operatore risolvente del generatore è equivalente alla stabilità esponenziale: ogni λ con parte reale positiva appartiene all'insieme risolvente di A e l'operatore risolvente è uniformemente limitato sul semipiano destro, i.e. (λI − A)−1 appartiene allo spazio di Hardy {\displaystyle H^{\infty }(\mathbb {C} _{+};L(X))} (teorema di Gearhart-Pruss).
Lo spectral bound di un operatore A è la costante
{\displaystyle s(A):=\sup\{{\rm {Re}}\lambda :\lambda \in \sigma (A)\}},
con la convenzione che s(A) = −∞ se lo spettro di A è vuoto.
Il growth bound di un semigruppo e lo spectral bound del suo generatore soddisfano la seguente relazione:  s(A)≤ω0(T). 
 
Ci sono esempi in cui s(A) < ω0(T). La condizione s(A) = ω0(T) è detta spectral determined growth condition.

### Stabilità asintotica
Un semigruppo C0 T è detto asintoticamente stabile se per ogni x ∈ X: {\displaystyle \lim _{t\to \infty }\|T(t)x\|=0}.
La stabilità esponenziale implica la stabilità asintotica, ma l'inverso non è generalmente vero se X è infinito-dimensionale (è vero per X finito-dimensionale).
Le seguenti condizioni sufficienti per la stabilità esponenziale sono contenute nel teorema di Arendt-Batty-Lyubich-Phong: assumiamo che
1. T è limitato: esiste M ≥ 1 tale che {\displaystyle \|T(t)\|\leq M},
2. A non ha spettro residuo sull'asse immaginario, e
3. Lo spettro di A contenuto nell'asse immaginario è numerabile.

Allora T è asintoticamente stabile.